# ONE HEARTED
《ONE HEARTED》 2024년 3월 24일에 발매될 앰퍼샌드원의 2번째 싱글 앨범이다.

## 앨범 소개
앰퍼샌드원, 3월 26일 두 번째 싱글 앨범 ‘ONE HEARTED’ 발매
‘5세대 대표 신인’ 앰퍼샌드원, 싱글 2집으로 4개월 만의 컴백
-Heart, Broken, Postcard 3가지 버전 구성
그룹 앰퍼샌드원(AMPERS&ONE)이 3월 26일 두 번째 싱글 앨범 ‘ONE HEARTED’로 돌아온다. 지난해 11월 15일 첫 번째 싱글 앨범 ‘AMPERSAND ONE’으로 가요계에 데뷔한 앰퍼샌드원은 이들의 시작점, 그리고 첫걸음을 주제로 한 데뷔 싱글을 통해 풋풋한 감성과 눈부신 비주얼을 보여 줬다. 앰퍼샌드원은 보편적인 공감을 자극하는 음악으로 5세대 대표 신인 보이 그룹으로 자리 잡았다. 전작 ‘AMPERSAND ONE’이 꿈을 이루기 위해 하나, 하나, 하나 모여 팀으로 거듭나는 멤버들의 과정을 그려 냈다면, ‘ONE HEARTED’는 비로소 하나의 마음을 갖게 된 앰퍼샌드원이 서로 공유하는 목표와 의지, 감정을 직관적인 비주얼과 음악으로 표현한다. 3월 26일, 약 4개월 만에 컴백하는 앰퍼샌드원의 신보는 ‘Heart’, ‘Broken’, ‘Postcard’ 3종 버전으로 구성된다. 앰퍼샌드원은 데뷔 앨범을 통해 자신들이 가장 잘할 수 있는 이야기로 리스너들을 사로잡은 바 있다. 그리고 더욱 업그레이드된 모습으로 돌아오는 일곱 청춘은 다시 한번 공감을 불러일으키며 본인들만의 이야기를 전할 예정이다.

## 수록곡
| 01 | Broken Heart TITLE              | Broken Heart TITLE                                                           | Broken Heart TITLE     |
| 01 | 한성호, Sooyoon                 | 한성호, 박수석, 이태현, Benjmn, Jacob Aaron (THE HUB)                        | Sebastian Thott        |
| 02 | Crazy Stupid Fun                | Crazy Stupid Fun                                                             | Crazy Stupid Fun       |
| 02 | 한성호, Sooyoon, 이승협 (J.DON) | 한성호, 박수석, 서지은, Benjmn                                               | 박수석, 서지은         |
| 03 | Someday                         | Someday                                                                      | Someday                |
| 03 | 한성호, Sooyoon, 이승협 (J.DON) | 한성호, 박수석, 정진욱, 이태현, Patrick 'J.Que' Smith, Jacob Aaron (THE HUB) | 박수석, 정진욱, 이태현 |

## 초동 판매량
| 날짜             | 일간 판매량 | 누적 판매량 | 비고      |
| 3월 26일 (1일차) | 30,8**      | 30,8**      | 판매 시작 |
| 3월 27일 (2일차) | 6,8**       | 36,8**      |           |
| 3월 28일 (3일차) | 5,7**       | 42,6**      |           |
| 3월 29일 (4일차) | 1,9**       | 45,2**      |           |
| 3월 30일 (5일차) | **          | 45,2**      |           |
| 3월 31일 (6일차) | 1**         | 45,4**      |           |
| 4월 1일 (7일차)  | 9,0**       | 54,5**      |           |
| 초동 판매량      | 54,5**      | 54,5**      |           |